# Katedralen i Palermo
Katedralen i Palermo er ærkebispedømmet Palermos katedral, beliggende i Palermo på Sicilien i det sydlige Italien. Den er dedikeret til Jomfru Marias optagelse i himlen. Arkitekturmæssigt er den karakteriseret ved tilstedeværelsen af flere forskellige stilarter på grund af en lang historie med tilføjelser, ændringer og restorationer, hvoraf de seneste fandt sted i det 18. århundrede.
38°06′52″N 13°21′22″Ø / 38.11444°N 13.35611°Ø